# Coll de Jual
El Coll de Jual és una collada dels contraforts nord-orientals del Massís del Canigó, a 696,5 metres d'altitud, en el límit dels termes comunals de Clarà i Villerac i de Taurinyà, tots dos a la comarca del Conflent, de la Catalunya del Nord. Està situat a la zona sud-oest del terme de Clarà i Villerac, al sud-oest del poble de Clarà, i a l'est del de Taurinyà, a la zona de Jual, a prop al sud-est del poble.